# Støvring
Støvring – miasto w Danii, w regionie Jutlandia Północna, w gminie Rebild.